# The Serenity of Suffering
The Serenity of Suffering – dwunasty album studyjny amerykańskiego zespołu muzycznego Korn. Wydawnictwo ukazało się 21 października 2016 roku nakładem wytwórni muzycznej Roadrunner Records. Dzień przed premierą nagrania zostały udostępnione bezpłatnie w formie digital stream na kanale YouTube zespołu.
Płyta była promowana teledyskiem do utworów „Rotting in Vain”, który wyreżyserował Dean Karr, “Take Me” a także “Black is the Soul”.

## Lista utworów
Opracowano na podstawie materiału źródłowego.
| Nr  | Tytuł utworu                                  | Długość |
| --- | --------------------------------------------- | ------- |
| 1.  | „Insane” (gościnnie: C-Minus)                 | 3:50    |
| 2.  | „Rotting in Vain”                             | 3:33    |
| 3.  | „Black Is the Soul”                           | 4:01    |
| 4.  | „The Hating”                                  | 4:22    |
| 5.  | „A Different World” (gościnnie: Corey Taylor) | 3:20    |
| 6.  | „Take Me”                                     | 3:00    |
| 7.  | „Everything Falls Apart”                      | 4:17    |
| 8.  | „Die Yet Another Night”                       | 4:28    |
| 9.  | „When You're Not There”                       | 3:24    |
| 10. | „Next in Line” (gościnnie: C-Minus)           | 3:28    |
| 11. | „Please Come for Me”                          | 2:53    |
|     |                                               | 40:36   |

## Twórcy
Opracowano na podstawie materiału źródłowego.
| Zespół Korn w składzie - Jonathan Davis – wokal prowadzący - James "Munky" Shaffer – gitara - Brian "Head" Welch – gitara - Reginald "Fieldy" Arvizu – gitara basowa - Ray Luzier – perkusja |  | Dodatkowi muzycy - Zac Baird – instrumenty klawiszowe - Corey Taylor – gościnnie wokal - C-Minus – gramofony - Jules Venturini, Nick "Sluggo" Suddarth, Devin Spears, Rick Norris – programowanie |  | Inni - Nick Raskulinecz – produkcja muzyczna - Josh Wilbur – miksowanie, mastering - Virgilio Tzaj, Ron English – oprawa graficzna - Nathan Yarborough, Chris Collier – inżynieria dźwięku - Paul Suarez – asystent inżyniera dźwięku |